# Cassandre (opera)
Cassandre is een compositie van de Zwitser Michael Jarrell. Jarrell gebruikte het boek Kassandra van Christa Wolf als uitgangspunt voor zijn opera. De opera vertelt het verhaal van de mythologische persoon Cassandra. Het verhaal gaat niet over de Trojaanse Oorlog op zich, maar over de geestelijke verwerking van het slagveld van de hoofdpersoon. In de opera wordt niet gezongen, het is een spreekstem die de opera vorm geeft. Daarbij is de opera eigenlijk omgekeerd gecomponeerd. De tekst volgt de muziek, terwijl men bij het vertellen van een verhaal verwacht dat de muziek de tekst zou volgen. Jarrell ging bij de start van het componeren nog uit van een "gezongen" opera, maar zag gaandeweg dat een spreekstem het beeld beter zou weergeven. Een echt slot kent het werk niet, het houdt gewoon op. De opera is geschreven met de actrice Marthe Keller in het gedacht, zij zou de eerste uitvoering geven.
Jarrell omschreef het werk als één langgerekt coda, zowel qua verhaal als muziek. Het werk ging in première op 4 februari 1994. Het Ensemble InterContemporain voerde het werk uit onder leiding van David Robertson met als actrice Marthe Keller in het Théâtre du Châtelet in Parijs. In 1996 schreef Jarrell een Duitse versie, in 2005 een Italiaanse, in 2006 een Engelse en in 2009 een Spaanse. 
Het werk kent een schematische indeling (het wordt achter elkaar door verteld) in:
1. Apollon te crache dans la bouche...
2. Hécube, ma mère...
3. Le cyprès...
4. Vers le soir...
5. Quand je remonte...
6. 1e interlude instrumental
7. Polyvène, ma sœur...
8. C’était la veille du départ...
9. Remarquez bien...
10. 2e interlude instrumental
11. C’était une journée pareille...
12. Je vis mon frère Hector...
13. Enée vint à la nouvelle lune...
14. Depuis qu’en ce lieu...
15. L’effondrement vint vite...
16. Oui, ce fut ainsi...

Jarrell schreef zijn opera voor:
- spreekstem
- 1 dwarsfluit, 1 hobo, 1 klarinet, 1 basklarinet, 1  fagot
- 2 hoorns, 1 trompet, 1 trombone,  tuba
- 2 man/vrouw percussie, 1  piano, synthesizer
- violen, altviolen, celli, contrabassen

## Discografie
- Uitgave Kairos: Ensemble InterContemporain o.l.v. Susanna Mälkki met Astrid Bas